# Boyd Coddington
Boyd Leon Coddington (Rupert, 28 agosto 1944 – Whittier, 27 febbraio 2008) è stato un designer statunitense di veicoli Hot Rod, proprietario del negozio "Coddington Boyd Hot Rod" e protagonista della serie TV "American Hot Rod" su TLC (trasmesso anche in Italia sul canale DMAX).

## Biografia
Cresciuto a Rupert, Idaho ha frequentato una scuola di lavorazione del metallo a macchina ed ha completato un periodo di tre anni di apprendistato in questo campo. Nel 1968 si trasferì in California ed iniziò a costruire Hot Rods di giorno e lavorando come meccanico specializzato a Disneyland di notte. Divenne in seguito noto per la creazione di modelli unici di Hot Rod e nel 1977 ha aperto un suo negozio, Hot Rods by Boyd, a Cypress, California. Divenne ben presto famoso: il suo primo cliente importante è stato Vern Luce la cui auto, una coupé del 1933, ha vinto il Premio "Al Slonaker Award" all'Oakland Roadster show nel 1981.

## Design e innovazione
Boyd si interessò alla costruzione di particolari cerchi in lega personalizzati, tipicamente ricavati da un billet (blocco) di alluminio pieno. Insieme a John Buttera, Boyd fu pioniere di questo tipo di lavorazione 'dal pieno' applicato non solo alle ruote, ma a tutta la vettura.
Nel 1988, Coddington fondò la "Boyd's Wheels Inc." ed iniziò la fabbricazione e la commercializzazione di questo tipo personalizzato di ruote billet.
Boyd Coddington produceva modelli di ruote noti come One-Off wheels.

## Eredità artistica
Nelle officine di Boyd Coddington ha lavorato Chip Foose.

## Morte
Boyd, che soffriva di diabete, è deceduto il 28 febbraio 2008 in seguito a complicazioni derivate da una recente operazione.
È sepolto al Rose Hills Memorial Park di Whittier, in California.

## Premi e onorificenze
Le Hot Rods di Boyd sono state premiate in molte occasioni. Tra le più importanti:
- Sette volte vincitore dell'evento "America's Most Beautiful Roadster (AMBR)" del Grand National Roadster Show.
- Due volte vincitore del premio "Design Excellence" della Daimler-Chrysler.

Boyd è inoltre entrato di diritto in varie "Hall of Fame" automobilistiche americane:
- Grand National Roadster Show Hall of Fame
- SEMA Hall of Fame
- Route 66 Hall of Fame
- National Rod & Custom Museum Hall of Fame

È stato introdotto nella "Hot Rod Hall of Fame" nel 1997.